# سانتيري ماكينن
سانتيري ماكينن (بالفنلندية: Santeri Mäkinen)‏ هو لاعب كرة قدم فنلندي في مركز الوسط، ولد في 9 أبريل 1992 في Lieto ‏ في فنلندا. شارك مع منتخب فنلندا تحت 17 سنة لكرة القدم ومنتخب فنلندا تحت 19 سنة لكرة القدم. أما مع النوادي، فقد لعب مع نادي توركو.

## وصلات خارجية
- سانتيري ماكينن على موقع قاعدة بيانات كرة القدم.إي يو (الإنجليزية)
- سانتيري ماكينن على موقع Soccerway.com (الإنجليزية)